# DTX

ATX, µATX, DTX, mini-ITX, mini-DTX

DTXは、2007年1月10日にAMDが発表した、ATX規格から派生したデスクトップパソコン用マザーボードのフォームファクタである。特に省スペースパソコン向けに設計されていて、キューブ型の省スペースパソコンでの使用を意図している。
DTXフォームファクタはオープン規格であり、ATXに後方互換性を持つ。ATXと同じマザーボード固定用の穴を使うことができ、ATX用の本体ケースで用いることもできる。さらに小さい Mini-DTX も存在する。
ただし2012年2月現在、公式サイトとされていた DTXpc.org は別の業者のサイトになっている。

## 仕様
DTX
基板サイズ - 244mm×203mm。Micro-ATX（μATX）を縦方向に縮めたサイズ。
PCI Expressスロット - 最大2本。ATXまたはmicroATXの上2つのスロットと位置が同じになっている。
ATXケースに実装可能
DELL等のスリム型デスクトップPCで使用されている
Mini-DTX
基板サイズ - 170mm×203mm。DTXを横方向に縮めたものとなる。
PCI Expressスロット - 最大2本
ATX・microATX、拡張スロットを2本持ったMini-ITXケースに実装可能

## 長所
DTXには生産コストを下げるためのいくつかの長所がある。
- プリント基板製造の標準パネルサイズで、最大4枚のDTXマザーボードを製造可能
- Mini-DTX では最大6枚製造可能
- プリント基板内の配線を4層にまで低減可能
- ATXとの後方互換性により、開発費用を抑えることができる。